# Chester M. Franklin
Pour les articles homonymes, voir Franklin.

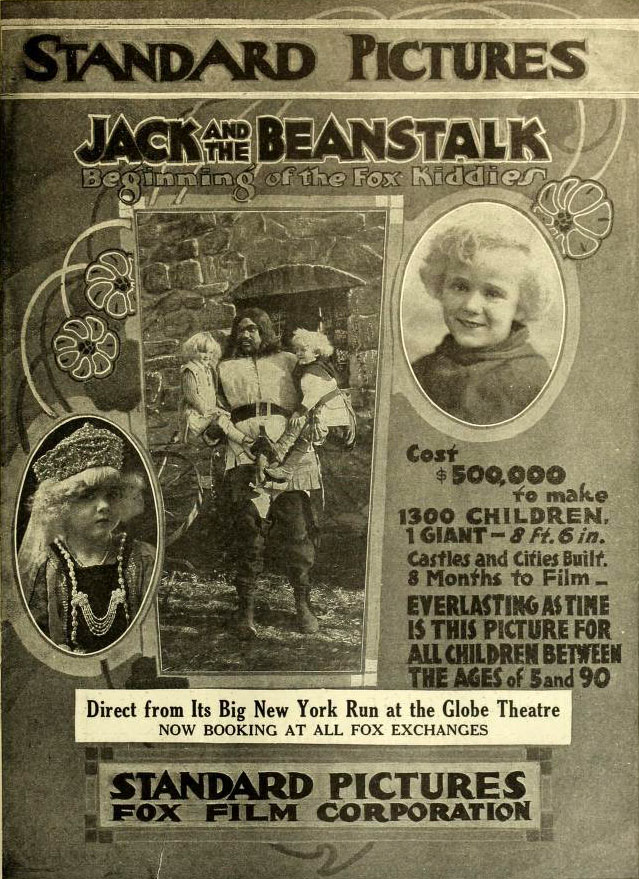
Jack and the Beanstalk (1917)

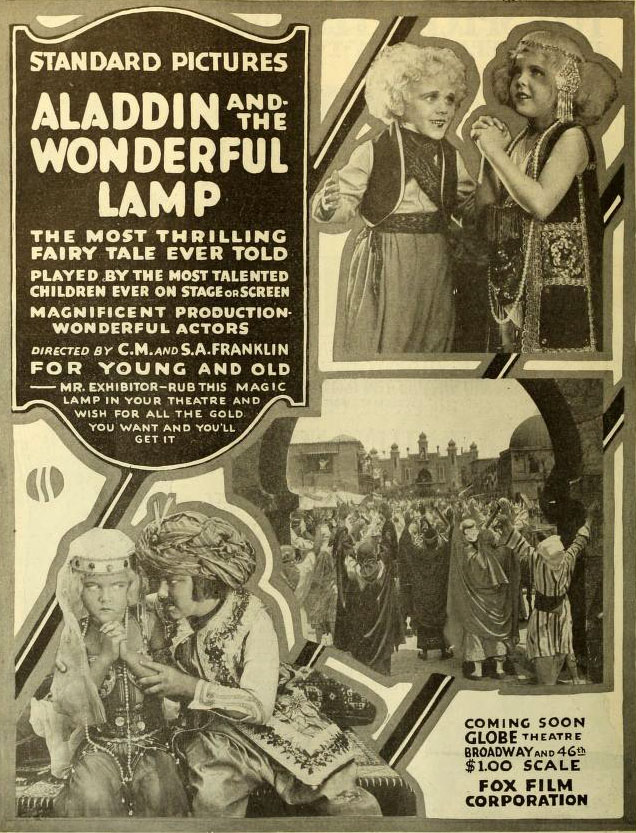
Aladdin and the Wonderful Lamp (1917)

Chester Mortimer Franklin souvent crédité Chester M. Franklin (né le 1er septembre 1890 à San Francisco, en Californie et mort le 12 mars 1954 à Los Angeles, en Californie) est un réalisateur, acteur, scénariste et producteur américain.

## Biographie
Chester Franklin est le frère aîné de Sidney Franklin, également réalisateur.

## Filmographie

### Comme réalisateur
- 1915 : The Baby
- 1915 : The Rivals (coréalisé avec Sidney Franklin)
- 1915 : Little Dick's First Case
- 1915 : Her Filmland Hero
- 1915 : Dirty Fan Dan
- 1915 : The Ashcan, or Little Dick's First Adventure
- 1915 : The Kid Magicians
- 1915 : A Ten-Cent Adventure
- 1915 : The Runaways
- 1915 : The Straw Man
- 1915 : The Little Cupids
- 1915 : The Doll House Mystery
- 1915 : Pirates Bold (coréalisé avec Sidney Franklin)
- 1916 : Let Katie Do It
- 1916 : Martha's Vindication
- 1916 : Le Mystérieux Caissier (The Children in the House)
- 1916 : Going Straight (en)
- 1916 : The Little School Ma'am
- 1916 : Gretchen the Greenhorn
- 1916 : La Conquête de l'or (A Sister of Six)
- 1917 : Jack et le Haricot magique (Jack and the Beanstalk) (coréalisé avec Sidney Franklin)
- 1917 : Aladin (Aladdin and the Wonderful Lamp)
- 1917 : Les Enfants dans la forêt (The Babes in the Woods)
- 1918 : Treasure Island (en)
- 1918 : The Girl with the Champagne Eyes
- 1918 : Fan Fan
- 1918 : Ali Baba and the Forty Thieves
- 1920 : You Never Can Tell
- 1921 : Nos chers disparus (en) (All Souls' Eve)
- 1921 : A Private Scandal
- 1921 : The Case of Becky
- 1922 : Mamzelle sans nom (Nancy from Nowhere)
- 1921 : A Game Chicken (en)
- 1921 : Fleur de Lotus (The Toll of the Sea)
- 1923 : Where the North Begins
- 1923 : Fleur des sables (en) (The Song of Love)
- 1924 : Behind the Curtain (en)
- 1924 : L'Accusateur silencieux (The Silent Accuser)
- 1925 : Wild Justice
- 1927 : The Thirteenth Hour (en)
- 1928 : Detectives
- 1930 : Olimpia
- 1931 : Le Père célibataire
- 1931 : Su última noche
- 1932 : Vanity Fair
- 1932 : The Stoker (en)
- 1932 : A Parisian Romance (en)
- 1933 : File 113 (en)
- 1933 : The Iron Master (en)
- 1934 : Sequoia (coréalisé par Edwin L. Marin)
- 1936 : Le Défenseur silencieux (Tough Guy)

### Comme acteur
- 1912 : Hoffmeyer's Legacy (en) de Mack Sennett
- 1913 : Mabel's Stratagem, de Mack Sennett
- 1913 : A Double Wedding (it) de Mack Sennett
- 1913 : The Stolen Purse (it), de Mack Sennett
- 1913 : A Deaf Burglar (it), de Henry Lehrman
- 1913 : The Rural Third Degree, de Mack Sennett
- 1913 : The Two Widows de Henry Lehrman
- 1913 : A Wife Wanted (en), de Mack Sennett
- 1913 : The Chief's Predicament, de Mack Sennett
- 1913 : On His Wedding Day de Mack Sennett
- 1913 : Those Good Old Days, de Mack Sennett
- 1913 : His Chum the Baron (en), de Mack Sennett
- 1913 : Their First Execution, de Mack Sennett
- 1913 : Cohen sauve l'armée (Cohen saves the flag), de Mack Sennett

### Comme scénariste
- 1923 : Where the North Begins
- 1924 : The Silent Accuser
- 1927 : The Thirteenth Hour (en)
- 1928 : Detectives
- 1951 : La Revanche de Lassie (The Painted Hills)